# Safiabad (Kashan)
Pour les articles homonymes, voir Safiabad.
Safiabad (en persan : صفي اباد romanisé en Şafīābād) est un village de la province d'Ispahan en Iran. Lors du recensement de 2006, sa population était de 25 habitants répartis dans 6 familles.